# Art Mooney
Art Mooney (Brooklyn, 14 februari 1911 - Hollywood, 9 september 1993) was een Amerikaanse zanger en orkestleider van de swing en de populaire muziek.

## Carrière
Art Mooney had tijdens de jaren 1930 zijn eigen band in Detroit, die te gast was in het Vanity Ballroom Building en in het midwesten vrij populair was. Toen hij zich in het begin van 1940 vervoegde bij de United States Army, ontbond hij de band en reactiveerde ze vervolgens weer in 1945 als swingband met Neal Hefti als arrangeur. Mooney was toentertijd vooral succesvol als zanger van bekende nummers, toen hij de stijl van zijn orkest door middel van banjospeler Mike Pingitore een oldtime-karakter bezorgde. Een van zijn grootste hits die hij in 1946 opnam voor MGM Records, was I'm Looking Over a Four Leaf Clover. Het was een vroeg nummer uit 1927, geschreven door Mort Dixon en Harry McGregor Woods. Met Eubie Blake's compositie Memories of You op de B-kant was deze 78-toeren single voor een maand een nummer 1-hit in de Verenigde Staten. Verdere succesnummers waren Baby Face en Nuttin' for Christmas (1955) met Barry Gordon. Zijn nummer Silver Dollar (1951) stond twee weken aan kop in de Australische hitparade. Honey-Babe werd gebruikt in de speelfilm Battle Cry en bereikte in 1955 de top 10 in de Verenigde Staten.
In zijn band speelden na 1945 onder andere Joe Gallivan, Bobby Levine, Gene Quill en Sonny Russo. Bandzangers waren Dean Martin, Fran Warren en Jane Morgan.
Tijdens de jaren 1950 speelde Art Mooney zichzelf in de film The Opposite Sex van David Miller. Hij werkte ook mee aan de filmmuziek voor de James Dean-films East of Eden (1955) en Giant (1956). Hij nam tijdens de jaren 1950 verder op voor MGM Records, daarnaast enkele picturediscs voor het Detroitse label Vogue Records. Tijdens de jaren 1960 wisselde hij naar Decca Records, later naar RCA Victor. Daarna had hij een restaurant in Massachusetts, trad op in clubs in Las Vegas en toerde tijdens de jaren 1970 slechts sporadisch. Tijdens de jaren 1980 leidde hij het Guy Lombardo-orkest.

## Onderscheidingen
Art Mooney werd op de Hollywood Walk of Fame geëerd met een ster.

## Overlijden
Art Mooney overleed in 1993 op 82-jarige leeftijd.

## Discografie

### Singles
- 1948: I'm Looking Over a Four Leaf Clover
- 1948: Baby Face
- 1948: Bluebird of Happiness
- 1949: Beautiful Eyes
- 1949: Doo Dee Doo On an Old Kazoo
- 1949: Again
- 1949: Merry-Go-Round Waltz
- 1949: Twenty-Four Hours of Sunshine
- 1949: Hop-Scotch Polka (Scotch Hot)
- 1949: Toot, Too, Tootsie (Good-Bye)
- 1949: I Never See Maggie Alone
- 1950: If I Knew You Were Comin' I'd've Baked a Cake
- 1950: M-I-S-S-I-S-S-I-P-P-I
- 1955: Honey-Babe
- 1955: Nuttin' For Christmas
- 1956:	Daydreams
- 1956: Giant
- 1958:	March from the River Kwai & Colonel Bogey
- 1959:	Smile
- 1960:	Banjo Boy
- 1960: I Ain't Down Yet

- Biblioteca Nacional de España: XX1560475
- Bibliothèque nationale de France: cb13897665r (data)
- Gemeinsame Normdatei: 104361916X
- International Standard Name Identifier: 0000 0000 2765 5454
- Library of Congress Control Number: n83046572
- MusicBrainz: d97b2c03-52d3-47e8-a91a-e007c348e3b7
- SNAC: w6c9711v
- Virtual International Authority File: 71578812
- WorldCat: E39PCjGCpDwmkYVBFXCHjKKqkP